# Quận White Pine, Nevada
Quận White Pine là một quận thuộc tiểu bang Nevada, Hoa Kỳ.
Theo điều tra dân số 2000 của Cục điều tra dân số Hoa Kỳ, quận có dân số 9.181 người; một 2006 ước tính dân số của quận khoảng 9542 người. Quận lỵ của nó là Ely 6. Đây là nơi có Vườn quốc gia Great Basin. Cái tên "White Pine" hay "Thông trắng" là một tên của loài thông mọc phổ biến ở quận này.
Theo Cục điều tra dân số Hoa Kỳ, quận có tổng diện tích là 8.897 dặm vuông (23.042 km ²), trong đó 8.876 dặm vuông (22.989 km ²) là đất và 21 dặm vuông (53 km ²) (0,23%) là diện tích mặt nước.

## Thông tin nhân khẩu
Theo điều tra dân số 2 năm 2000, quận đã dân số 9.181 người, 3.282 hộ gia đình, và 2.159 gia đình sống trong quận hạt. Mật độ dân số là 1,0 người trên một dặm vuông (0.40/km ²). Có 4.439 đơn vị nhà ở mật độ trung bình 0,50 trên một dặm vuông (0.19/km ²). Cơ cấu chủng tộc dân cư quận White Pine gồm có 86,35% người da trắng, 4,14% da đen hay Mỹ gốc Phi, 3,29% người Mỹ bản xứ, 0,78% châu Á, Thái Bình Dương 0,24%, 3,09% từ các chủng tộc khác, và 2,10% từ hai hoặc nhiều chủng tộc. 10,98% dân số là người Hispanic hay Latino thuộc một chủng tộc nào.
Có 3.282 hộ, trong đó 31,20% có trẻ em dưới 18 tuổi sống chung với họ, 51,80% là đôi vợ chồng sống với nhau, 9,3% có nữ hộ và không có chồng, và 34,2% gia đình được không. 29,6% của tất cả các hộ gia đình đã được tạo ra từ các cá nhân và 11,5% có người sống một mình 65 tuổi hoặc lớn tuổi hơn là người. Cỡ hộ trung bình là 2,42 và cỡ gia đình trung bình là 3.01.
Trong quận cơ cấu độ tuổi dân cư với 24,2% ở độ tuổi dưới 18, 7,6% 18-24, 29,9% 25-44, 24,8% từ 45 đến 64, và 13,5% từ 65 tuổi trở lên người. Độ tuổi trung bình là 38 năm. Đối với mỗi 100 nữ có 128,6 nam giới. Đối với mỗi 100 nữ 18 tuổi trở lên, đã có 138,5 nam giới.
Thu nhập trung bình cho một hộ gia đình trong quận đã đạt 36.688 USD, và thu nhập trung bình cho một gia đình là 44.136 đô la Mỹ. Phái nam có thu nhập trung bình 36.083 Mỹ kim so với 26.425 $ đối với phái nữ. Thu nhập bình quân đầu người đạt mức 18.309 USD. Có 10,3% các gia đình và 11,0% dân số sống dưới mức nghèo khổ, bao gồm 11,8% của những người dưới 18 tuổi và 7,6% của những người 65 tuổi hoặc hơn.